# Krzyż ku czci Aleksandra II w Radecznicy
Krzyż ku czci Aleksandra II w Radecznicy – jeden z krzyży upamiętniających cara Aleksandra II i jego reformy, wzniesionych w Radecznicy, na ziemiach zaboru rosyjskiego.

## Opis pomnika
W Radecznicy po powstaniu styczniowym znajdował się męski klasztor prawosławny, zlokalizowany w budynkach zarekwirowanych zakonowi bernardynów. W bezpośrednim sąsiedztwie tego monasteru znajdował się zagajnik, i to na jego terenie 1 lipca 1884 odsłonięto pomnik ku czci Aleksandra II. Był to żeliwny, ażurowy krzyż o wysokości 3,5 metra wykonany w Warszawie za sumę 500 rubli. Znajdował się on na niskim postumencie, na którym umieszczono ikonę patrona cara – św. Aleksandra Newskiego. Krzyż pozostawał pod opieką monasteru także po jego zmianie w żeński monaster św. Antoniego w Radecznicy (1899).
Po odzyskaniu niepodległości przez Polskę kompleks obiektów klasztornych został zwrócony bernardynom. Z pomnika usunięto wówczas ikonę oraz ozdobny postument, wskazujący na pierwotne przeznaczenie obiektu, przenosząc krzyż na niską podstawę i umieszczając go w bardziej eksponowanym miejscu we wsi.